# 石橋忍月
石橋 忍月（いしばし にんげつ、慶応元年9月1日（グレゴリオ暦1865年10月20日） - 1926年（大正15年）2月1日）は日本の文芸評論家、小説家、弁護士､政治家。本名は友吉。号は萩の門、気取半之丞､福洲学人など。三男は文芸評論家の山本健吉（本名・石橋貞吉）。
明治23年（1890年）、森鷗外の「舞姫」、「うたかたの記」等をめぐり鴎外と論争し評論の地位を高めた。しかし、壮年以降は文学からはなれ、長崎県の県会議員､弁護士として活動した。

## 年譜
- 1865年（慶応元年）9月1日、筑後国上妻郡湯辺田村（現在の福岡県八女市黒木町）に医師（漢方医）石橋茂、フクの三男として生まれる。
- 1866年（慶応2年）、上妻郡福島町（現在の八女市）の叔父で眼科医である石橋養元の養嗣子となる。
- 1891年（明治24年）7月、帝国大学法科大学（現在の東京大学法学部）卒業。8月、内務省試補・庶務局勤務。12月、県治局勤務。
- 1892年（明治25年）11月、内務省を退官。
- 1893年（明治26年）11月、石川県金沢市に赴き北國新聞社顧問となる（～1894年12月）。
- 1895年（明治28年）1月、弁護士登録。
- 1897年（明治30年）11月、元田肇法律事務所に入る。
- 1898年（明治31年）4月、京橋区法律事務所を開設。
- 1899年（明治32年）6月、長崎地方裁判所判事（～1900年1月）。
- 1904年（明治37年）3月、長崎市会議員（～1910年3月）
- 1919年（大正8年）9月、長崎県会議員（～1923年9月）
- 1921年（大正10年）5月、帝国弁護士会理事
- 1926年（大正15年）2月1日、死去。墓所は福岡県八女市本町の無量寿院。

## 人物像
帝大在学中からレッシング、ゲーテ、シラーなどに親しみ、文学への目を開き坪内逍遥の『妹と背鏡』、二葉亭四迷の『浮雲』などを論じた清新な筆触で認められた。

## 家族・親族
実家（石橋家）
- 父 茂（漢方医）
- 母 フク（田本村、庄屋中島宗吉三女）
- 長兄 近蔵 -　中島家へ養子入籍
- 次兄 松次郎

養家（石橋家）
- 父 養元（眼科医）

## 系譜
石橋家（石橋氏）
八女市の医師石橋正良宅に伝わる『石橋氏系図』によると、八女地方の石橋一族は、清和源氏の子孫と称した肥前出身の武士で、豊後大友氏の門族である筑後国下田城主堤貞元の重臣石橋右衛門盛清（慶長6年没）が天正年間（1573年から1593年）に、筑後国生葉郡星野村に定住したのがはじまりである。医業は盛清の3代目にあたる作右衛門教清が寛永年間（1624年から1643年）に起こし、爾来、分家新立によって石橋医家の繁栄がもたらされた。
```
 　　　　
　　　　　　　　　　　┏近蔵　
　　　　　　　　　　　┃
　　　　　　　┏茂━━╋松次郎
　　　　　　　┃　　　┃
佐仲━意仙━━╋養元　┗友吉
　　　　　　　┃　　　　（忍月）
　　　　　　　┗正蔵

```

## 著作
- 『石橋忍月評論集』岩波文庫、1939年11月、復刊1988年。49篇、石橋貞吉（山本健吉）解説
- 『石橋忍月全集』八木書店（全4巻・補巻1）、1995-96年、オンデマンド版2014年

関連文献
- 千葉真郎『石橋忍月研究　評伝と考証』八木書店、2006年